# Sainte-Béatrix
Sainte-Béatrix è un comune del Canada, situato nella provincia del Québec, nella regione di Lanaudière.